# Ястшембець (Свентокшиське воєводство)
Ястшембець (пол. Jastrzębiec) — село в Польщі, у гміні Стопниця Буського повіту Свентокшиського воєводства.
Населення — 178 осіб (2011).
У 1975-1998 роках село належало до Келецького воєводства.

## Демографія
Демографічна структура на день 31 березня 2011 року:
|          | Загалом | Допрацездатний вік | Працездатний вік | Постпрацездатний вік |
| -------- | ------- | ------------------ | ---------------- | -------------------- |
| Чоловіки | 93      | 21                 | 55               | 17                   |
| Жінки    | 85      | 15                 | 48               | 22                   |
| Разом    | 178     | 36                 | 103              | 39                   |